# Stefan Šćepović
Stefan Šćepović, född 10 januari 1990 i Belgrad, Jugoslavien (nuvarande Serbien), är en serbisk fotbollsspelare (anfallare) som spelar för MOL Vidi FC. Han har även representerat Serbiens landslag. Hans yngre bror, Marko Šćepović, är även han en professionell fotbollsspelare.